# Rue des Augustins (Colmar)
Pour les articles homonymes, voir Rue des Augustins.
La rue des Augustins est une voie de la commune française de Colmar.

## Situation et accès
Cette voie de circulation, d'une longueur de 180 m, se trouve dans le quartier centre.
On y accède par la Grand-Rue, les rues Berthe-Molly, de la Porte-Neuve, Schongauer et des Marchands.
Cette voie n'est pas desservie par les bus de la TRACE.

## Origine du nom
La rue doit son nom à la communauté religieuse des Augustins, qui s'installe dans la ville à partir du XIIIe siècle.

## Bâtiments remarquables et lieux de mémoire
Dans cette rue se trouvent des édifices remarquables[Lesquels ?].

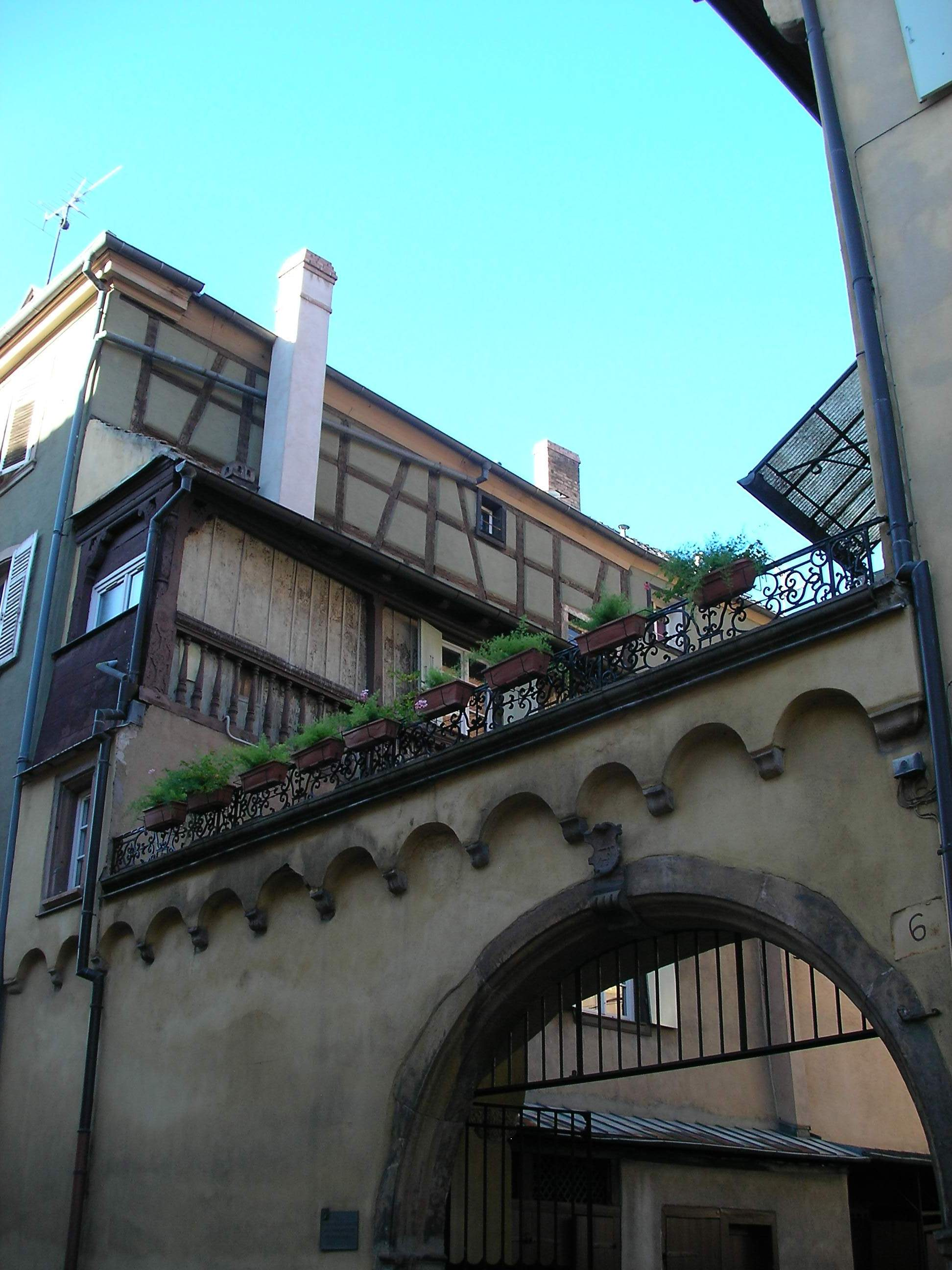
Chancellerie (1600) au no 6 Inscrit MH (1992)
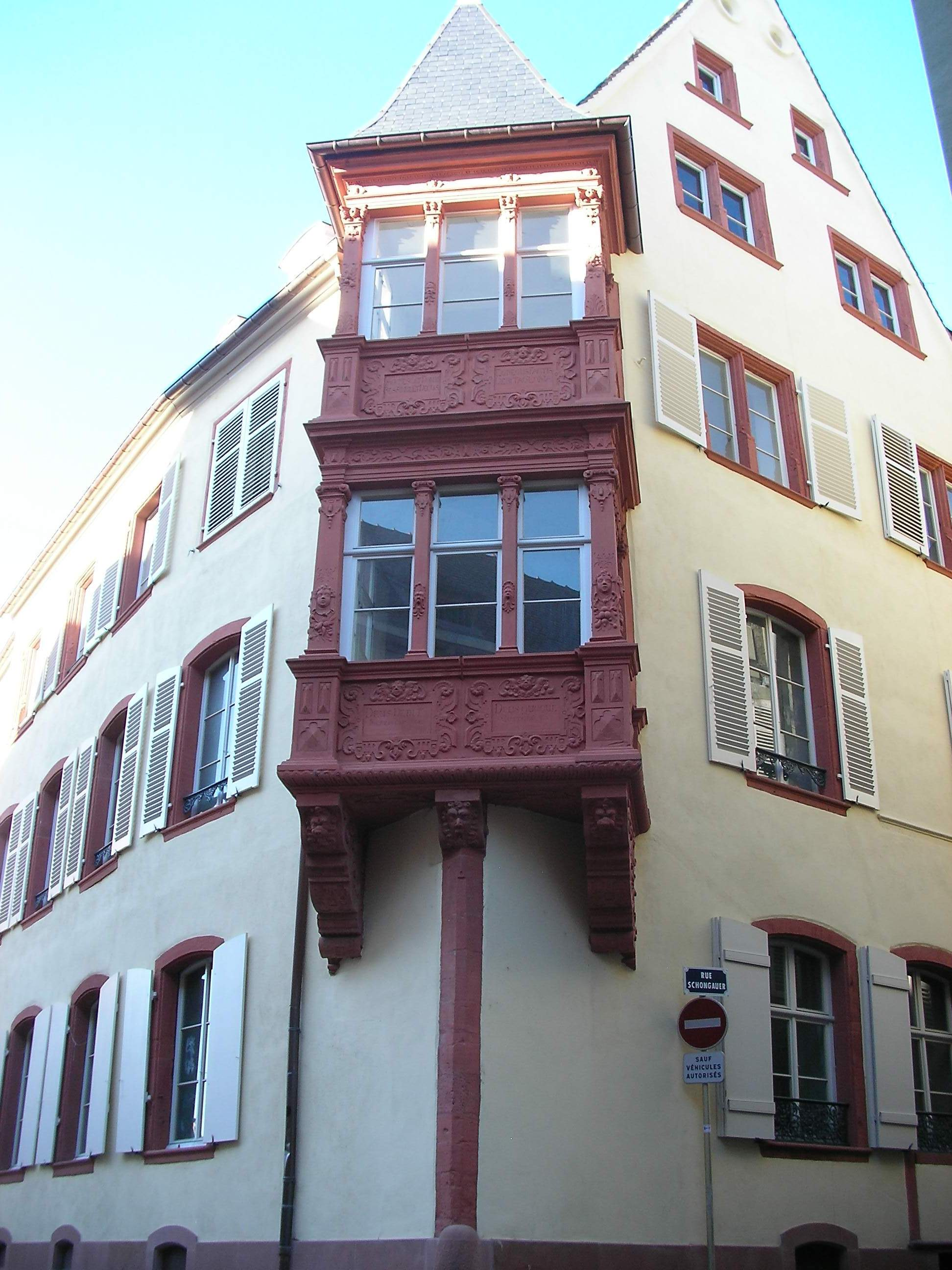
Maison (XVIIe) au no 8 Inscrit MH (1929)
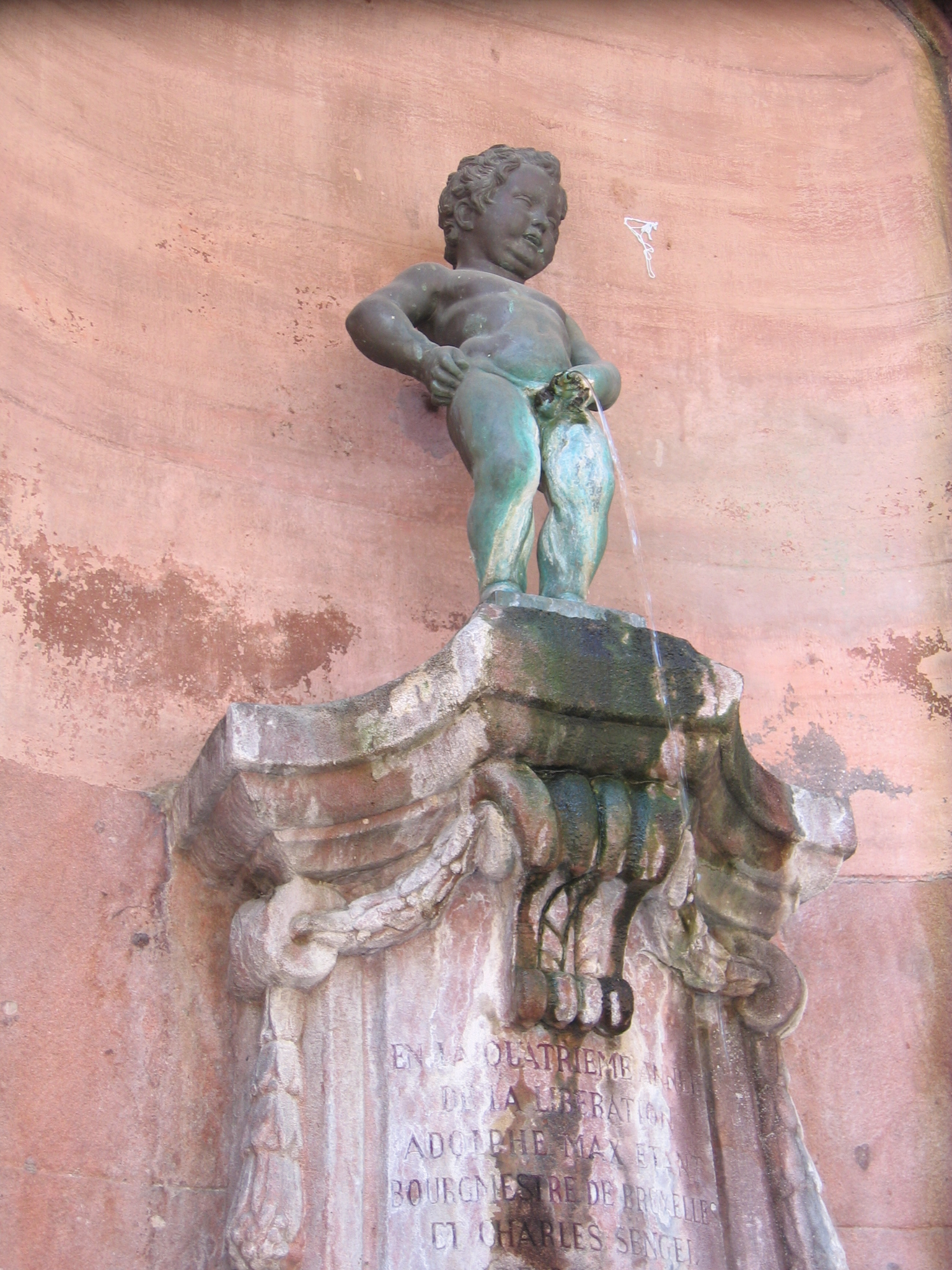
Manneken-Pis (1922)
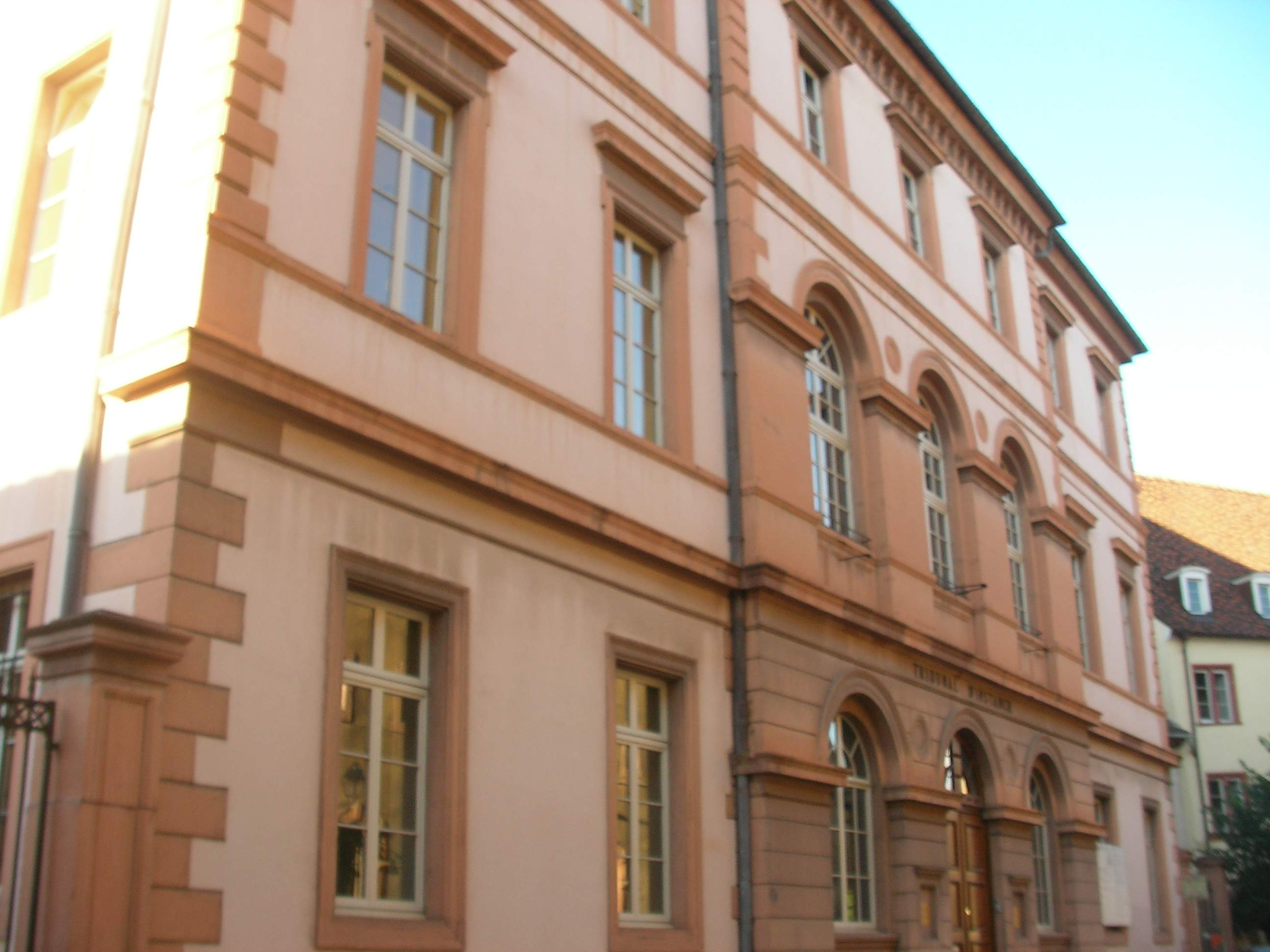
Tribunal d'instance au no 10